# Pareclectis
Pareclectis là một chi bướm đêm thuộc họ Gracillariidae.

## Các loài
- Pareclectis adelospila Vári, 1961
- Pareclectis hobohmi Vári, 1961
- Pareclectis invita (Meyrick, 1912)
- Pareclectis leucosticha Vári, 1961
- Pareclectis mimetis Vári, 1961
- Pareclectis prionota (Meyrick, 1928)